# PL-12
PL-12 (oznaczenie eksportowe: SD-10) – chiński pocisk rakietowy klasy powietrze-powietrze średniego zasięgu naprowadzany aktywnie, odpowiednik amerykańskich AIM-120 AMRAAM.

## Historia
Pocisk PL-12 (nazwa to skrót od chińskiego piorun) opracowano w China's Luoyang Electro-Optical Technology Development Center, po raz pierwszy odpalono go w 2002 roku z chińskiego Su-30MKK. Pocisk wykorzystuje prawdopodobnie system naprowadzania (Agat 9B-1348E) z rosyjskiego RVV-AE (R-77). Wersje rozwojowe to: 
- PL-12B: poprawiony system naprowadzania
- PL-12C: składane stateczniki
- PL-12D: dolny wlot powietrza i silnik strumieniowy, zasięg 150 km, opracowywany

## Użytkownicy i nosiciele
Jedynym klientem spoza Chin jest Pakistan, który w 2006 zamówił 600 sztuk oznaczonych jako SD-10A (skrót od błyskawica), koszt pocisku to 840 tysięcy USD.
- Siły Powietrzne Chińskiej Armii Ludowo-Wyzwoleńczej
  - Chengdu J-10A/S/B/C
  - Su-30MKK
  - Su-27SK/J-11
  - Shenyang J-15
  - Shenyang J-16
  - Shenyang J-8II
  - Chengdu J-20
- Marynarka Wojenna Chińskiej Armii Ludowo-Wyzwoleńczej
  - Su-30MKK2
- Pakistańskie Siły Powietrzne
  - JF-17 Thunder